# Castilla (Buenos Aires)
Castilla é uma localidade do partido de Chacabuco, da Província de Buenos Aires, na Argentina. Possui uma população estimada em 827 habitantes (INDEC 2001).